# Roman Łobodycz
Roman Łobodycz (ur. 8 stycznia 1893 w Stanisławowie, zm. 22 sierpnia 1969 w Filadelfii) – ukraiński działacz społeczny, ksiądz greckokatolicki, działacz Ukraińskiej Odnowy Narodowej (UNO), senator IV kadencji w II RP.

## Życiorys
Ukończył gimnazjum w Stanisławowie i studia na Wydziale Teologicznym Uniwersytetu Franciszkańskiego we Lwowie. W czasie I wojny światowej w Armii Austro-Węgier, początkowo jako ochotnik w służbie sanitarnej, po otrzymaniu święceń kapłańskich kapelan na froncie włoskim, gdzie dostał się do niewoli. Podczas wojny polsko-ukraińskiej kapelan Ukraińskiej Armii Halickiej. W II Rzeczypospolitej duszpasterz we Lwowie, Żydaczowie, Haliczu i Załukwi. Członek Rady Miejskiej w Stanisławowie.  Działacz wielu ukraińskich stowarzyszeń kulturalno-oświatowych. Członek rad nadzorczych Zemelnego Banku Hipotecznego we Lwowie i Towarzystwa Ubezpieczeń Wzajemnych  „Dnister”. Członek Ukraińskiej Odnowy Narodowej (UNO). Kanonik greckokatolickiej Kurii Biskupiej w Stanisławowie (1930). Od listopada 1938 w kapitule greckokatolickiego arcybiskupstwa we Lwowie. Po II wojnie światowej przebywał w Filadelfii. W latach 1957–1959 przewodniczący Związku Ukraińców-Katolików „Prowydinnia” w USA. 